# المجلس العشائري الشركسي في الأردن

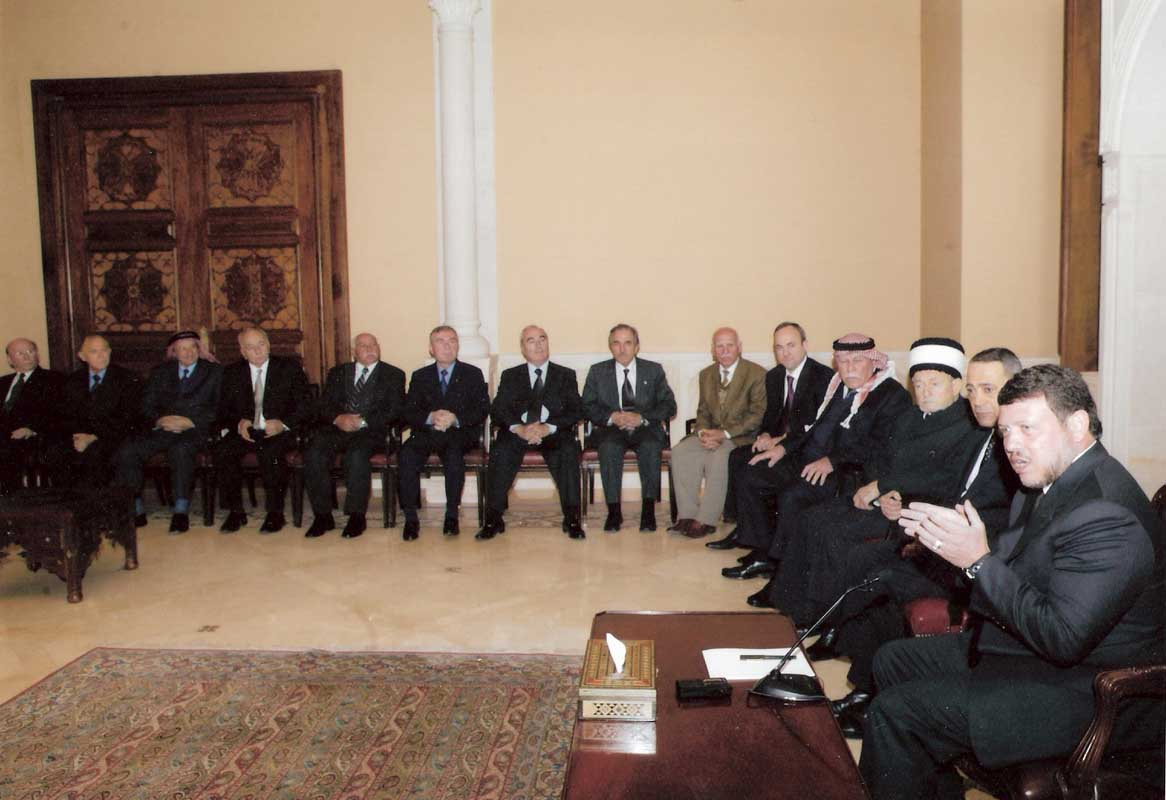
الملك عبد الله الثاني مجتمع مع المجلس الشركسي

المجلس العشائري الشركسي في الأردن، اعيد تشكيل المجلس العشائري الشركسي المكون من عشرين عضوا بإرادة ملكية سامية، بعد تنسيب أسماء أعضائه من قبل أعضاء المجلس العشائري السابق الذي كان قد توفي بعض أعضائه كما استقال بعضهم نتيجة لتقدمه في العمر أو لأسباب أخرى. وقد تم إنشاء المجلس العشائري الشركسي الشيشاني أساسا عام 1962، حيث كان مشكلا من 15 عضوا من الشركس والشيشان المنتخبين من قبل ممثلي التجمعات الشركسية والشيشانية وجمعياتهم في مختلف المدن والمناطق التي يقطنها الشركس والشيشانيون، ولكن الشيشانيين انفصلوا عن هذا المجلس وأصبح المجلس مجلسا عشائريا شركسيا فقط، ومن الجدير بالذكر أن هذا المجلس كان يجدد كل بضعة سنوات أو كل عامين وفقا لقانون متفّق عليهِ من قبل الجميع ويقضي بتشكيله عن طريق الانتخاب من قبل الجمعيات والتجمعات الشركسية وكان موسى جيكات سكرتيرا لعدة مجالس عشائرية وكان يسعى دائما لتطبيق القانون المتّفق عليه. وقد تعاقب على رئاسة المجلس العشائري الشركسي أربعة رؤساء من زعماء الشراكسة. وينشط المجلس في الدفاع عن حقوق الشركس، والحصول على أكبر دعم ممكن لجمعياتهم الخيرية ومختلف النشاطات الشركسية ويقوم بفض النزاعات والتنسيق والإصلاح بين الأطراف المتنازعة. كما ينسق مع الجمعيات الشركسية في جميع أنحاء العالم ويدعم حضور الأردنيون الشركس لهذه الاجتماعات.

## رؤساء المجلس

### سعيد المفتي
يعتبر سعيد المفتي من زعماء الأردن ومن زعماء الشركس، شغل عدة مناصب حكومية هامة منها أربع مرات كرئيس وزراء، وست مرات كرئيس لمجلس الأعيان. ولد في عمان عام 1898 وتوفي عام 1989 ودفن فيها. وقد تولى رئاسة أول مجلس في عام 1962. وقد تولى رئاسة الهيئة الإدارية العاشرة للجمعية الخيرية الشركسية عام 1944.

### فواز ماهر
كان فواز ماهر من زعماء شراكسة الأردن، وخدم في القوات المسلحة الأردنية برتبة لواء، وكان نشطاً على الصعيد الشركسي. فبالإضافة إلى كونهِ الرئيس الثاني للمجلس العشائري حين تولاه عام 1989 بعد وفاة سعيد المفتي فقد ترأس الهيئة الإدارية للجمعية الخيرية الشركسية لثلاثة دورات متتالية استمرت من عام 1973 وحتى عام 1981. ثم تولاها للمرة الرابعة ولدورة واحدة عام 1988 - 1990، توفي ودفن في عمان عام 1997.

### سيف الدين مراد
تولى رئاسة المجلس من عام 1997 وحتى عام 2005، ولد في عمان عام 1921 وكان رئيسا للنادي الأهلي لمدة طويلة وكان مؤسسا له، وكان من قال له الملك عبد الله الأول عند تأسيس النادي الأهلي عام 1944 «أنتم أهلي» ومن هنا جائت تسمية النادي الأهلي. توفي في ديسمبر 2005 ودفن في ناعور وأستضاف النادي الأهلي العزاء الذي أمّه عشرات الآلاف من الأردنيين.

### عدنان مولود كلمات شكاخوا

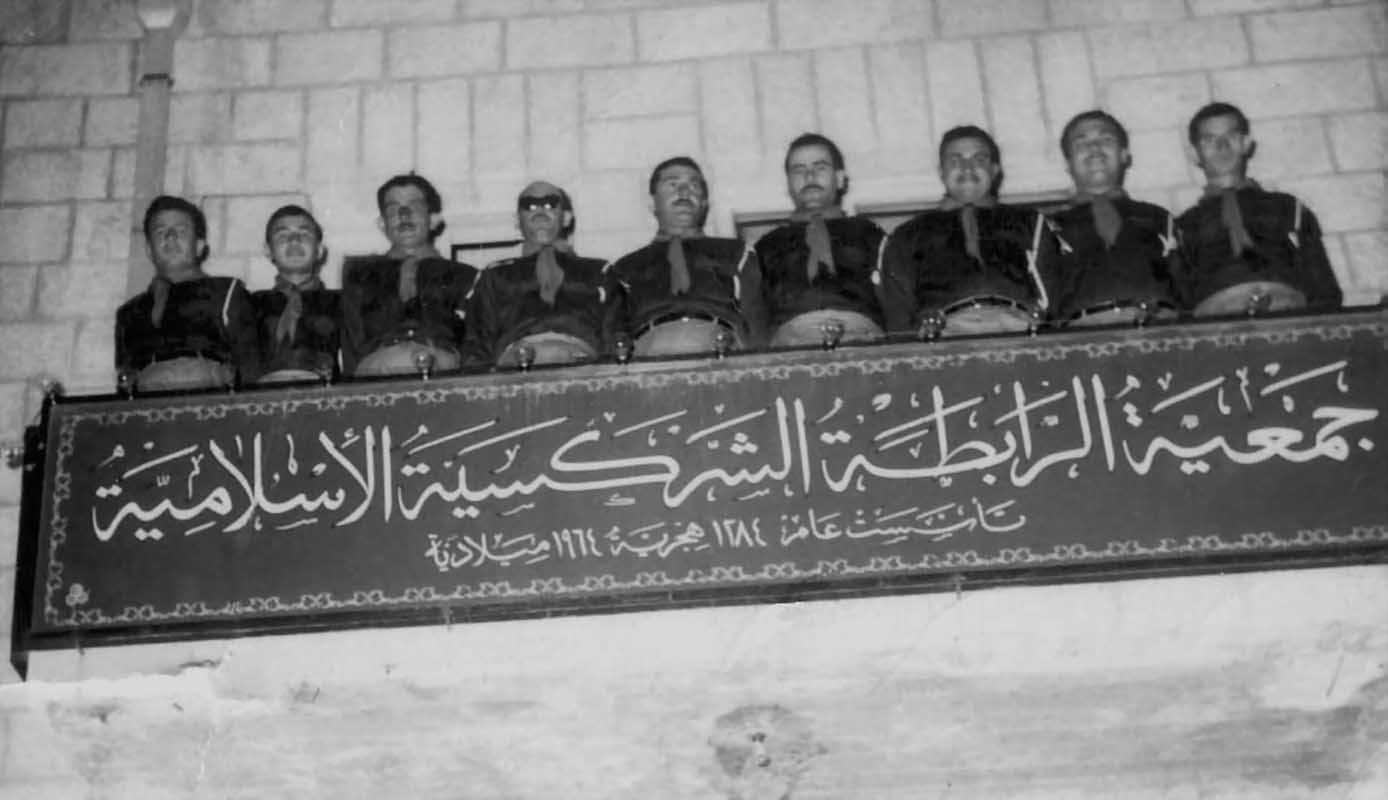
شباب الرابطة الشركسية في الستينات

مختار الشركس في عمان وحفيد أول مختار للشركس في عمان. شركسي نشط، نشأ ودرس في عمان والتزم العادات الشركسية الخابزة منذ نعومة أظفاره. ولد في 19 مايو عام 1935. عمل في الحكومة لمدة من الزمن ثم استقال ليتفرغ لنشاطاته ضمن المجتمع الشركسي.
أسس جمعية الرابطة الشركسية وترأسها في أوائل الستينات مع مجموعة من شباب الشركس ثم عدل عنها لألا تفهم بأن لها أهداف سياسية شبه عسكرية.
ساهم في تأسيس المجلس العشائري الشركسي الأول برئاسة دولة سعيد المفتي وانضم معه كأمين للسر. وقد شارك عدنان في جميع المجالس العشائرية الشركسية منذ نشوء المجلس. وكان له دور أساسي في تطوير أهداف المجلس تمثلت في نشاطات المجلس الحالي.
كان أول شركسي يسافر إلى القفقاس بعد الهجرة ويعود إلى الأردن. قابل رئيس جمهورية الكبردينو - بلقاريا في نالتشيك وحصل منه على عدة مقاعد دراسية للأردنيين الشراكسة في جامعة نالتشيك.

## المجلس الحالي

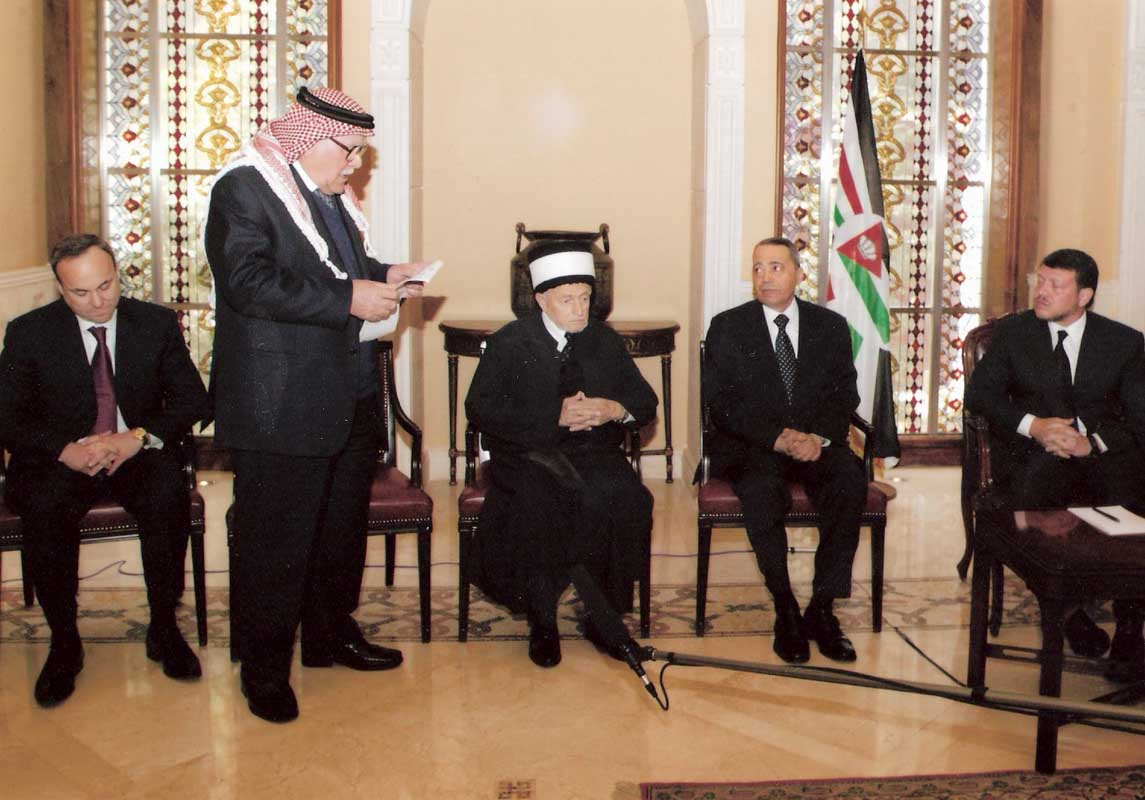
رئيس المجلس يلقي كلمة أمام جلالة الملك

صدر مرسوم ملكي بإنشائه يوم 31 ديسمبر عام 2005 وشكل المجلس من الشركس وحدهم برئاسة الحاج عدنان مولود كلمات شكاخوة.
يتكون من عشرين شخصية من وجهاء الشركس كبار السن. يعرف كل منهم بلقب تحمادة. للمجلس رئيس ونائب للرئيس وأمين للسر والباقي أعضاء. ودور المجلس يتعلق بالمجتمع الشركسي بأكمله في الأردن. حيث ما زال للنظام العشائري في الأردن دور مهم في إدارة الحياة الاجتماعية في البلاد وضبطها بالتوازي والتعاون مع السلطة التنفيذية. بالإضافة إلى ما يخص الشركس في قضيتهم.
| الرقم | الاسم                    | المنصب       |
| ----- | ------------------------ | ------------ |
| 1)    | عدنان مولود كلمات شكاخوا | الرئيس       |
| 2)    | محمود حسين دهشان         | نائبا للرئيس |
| 3)    | حسن داود خورما           | أمين السر    |
| 4)    | أحمد عمر عيسى تحموقة     | عضو          |
| 5)    | عمران أمين خمش           | عضو          |
| 6)    | منير حسني صوبر           | عضو          |
| 7)    | شكيب شبلي قوطة           | عضو          |
| 8)    | هاشم تلستان ناجور        | عضو          |
| 9)    | محمد خير قاسم قردن       | عضو          |
| 10)   | محمد سمير شحام بشقان     | عضو          |
| 11)   | محمد عمر لقمان أزوقة     | عضو          |
| 12)   | حلمي دودخ                | عضو          |
| 13)   | هيثم عزيز الصايغ         | عضو          |
| 14)   | بشير ميزان أبيوقة        | عضو          |
| 15)   | زهير محي الدين جرندوقة   | عضو          |
| 16)   | سامي حسين خواجة          | عضو          |
| 17)   | موسى علي جنب             | عضو          |
| 18)   | منصور خضر قردن           | عضو          |
| 19)   | خير الدين إسماعيل هاكوز  | عضو          |
| 20)   | د. روحي حكمت شحالتوغ     | عضو          |
| 21)   | الشاعر ازر حسن قبرداي    | عضو          |